# Umbro
Umbro («У́мбро») — британский производитель и поставщик спортивной одежды и экипировки, расположенный в районе Чидл, Большой Манчестер, Англия.
Компания Umbro более 80 лет была одним из главных поставщиков спортивной одежды для английской Премьер-лиги, Кубка Англии и сборной Англии по футболу.

## История
Компания была основана в 1920 году, в Уилмслоу, Чешир, и называлась Humphreys Brothers Clothing, в 1924 году компания была переименована в Umbro, сокращённый вариант прошлого названия — Humphreys Brothers. В 1985 году в Бразилии Umbro представила свои первые футбольные бутсы, которые стали производиться двумя годами позже.
Umbro также производила шорты, пик популярности которых наступил в конце 1980-х — начале 1990-х годов. Они были сделаны из нейлона и были раскрашены в яркие цвета. Эти футбольные шорты получили своё прозвище — «Umbros». С развитием молодёжной футбольной лиги США в 1980-х годах многие молодые люди и подростки стали носить их как повседневную одежду. Как и футбол, они были популярны среди обоих полов. Из-за моды того времени другие бренды футбольных шорт, такие как Adidas, Diadora, Hummel, Lotto, Mitre, тоже стали популярны. Однако в середине 1990-х годов Umbros начали терять свою привлекательность среди молодёжи.
В 1990-х годах компания переехала из центра в Манчестере в новую штаб-квартиру в Чидле.
19 октября 2007 года компания JJB Sports купила 10,1 % акций Umbro для сохранения своей доли на рынке футбольных маек Великобритании.
23 октября 2007 года было объявлено, что Umbro согласилась быть купленной Nike за 285 миллионов фунтов стерлингов (580 миллионов долларов). Совет директоров Umbro убедил своих акционеров проголосовать за такую акцию, так как была предложена очень солидная сумма (компания Nike предложила по 193 фунта за акцию, хотя рыночная цена на момент покупки была близка к 130 фунтам). В декабре 2007 года поглощение было одобрено антимонопольным комитетом. 3 марта 2008 года Nike завершила приобретение 100 % акций Umbro за 290,5 млн фунтов стерлингов.
В сентябре 2012 года Футбольная ассоциация Англии, техническим спонсором которой Umbro была на протяжении 60-ти лет, объявила, что начиная с 2013 года сборная Англии будет экипироваться формой, изготовленной Nike.
В октябре 2012 года компания Nike полностью отказалась от бренда Umbro, продав за 225 миллионов долларов его и всю связанную с ним интеллектуальную собственность компании Iconix Brand Group, занимающейся управлением лицензионными правами.

## Деятельность
Компания представлена на Лондонской фондовой бирже как UMB. Главными конкурентами на рынке являются Adidas, Erreà, Nike, Lotto, Puma, Joma и Reebok.
Компания имеет контракты с такими игроками как: Джо Харт и так далее.

## Продукция
Сегодня Umbro производит все виды спортивной одежды, включая бутсы и тренировочную форму. Umbro также производит повседневную одежду, в том числе линию британского дизайнера Кима Джонса. Компания поставляет спортивную форму известнейшим командам мира.
С самого создания Umbro поставляет форму многим известным профессиональным командам. Первый комплект формы был выпущен в 1934 году для команды «Манчестер Сити», которая в том же году выиграла Кубок Англии по футболу. На протяжении многих лет Umbro являлась поставщиком формы для профессиональных команд и арбитров. На Чемпионате мира по футболу 1966 года 15 команд из 16 носили форму Umbro.
Кроме футбольной тематики, Umbro также производит спортивные комплекты для регбийных команд и легкоатлетов.
Помимо основной своей деятельности — производство формы, Umbro занимается и спонсорской деятельностью. Так, Umbro является официальным поставщиком Кубка Англии по футболу и официальным спонсором нового стадиона «Уэмбли».
Вместе с тем, в последние годы многие известные футбольные клубы уходят от Umbro к Nike и Adidas (в частности, «Манчестер Юнайтед», «Челси», «Селтик»). Также от услуг Umbro отказался и давний партнёр — Футбольная ассоциация Англии, с которой они сотрудничали на протяжении 60-ти лет. В 2014 году от услуг Umbro отказался чемпион Английской Премьер-лиги 2011/12 футбольный клуб «Манчестер Сити», перешедший на форму Nike.

### В России
Umbro являлся поставщиком спортивной одежды для футбольного клуба «Динамо» в периоды 1992—1997 и 2006—2011 гг. В Российской Премьер-лиге сезона 2012/13 Umbro являлась техническим спонсором футбольных клубов «Крылья Советов», «Алания» и «Рубин». В сезоне 2013/14 компания полностью ушла из высшей российской футбольной лиги, однако в сезоне 2014/15 футбольный клуб «Урал» достиг договоренности о сотрудничестве с Umbro на 2 года. В январе 2015 года Umbro стал поставщиком формы для «Сатурна», который выступает в зоне Запад второго дивизиона.
Umbro ранее сотрудничали с ПФК ЦСКА дважды: с 1991 года по 1994 и с 2000 года по 2008. В период второго сотрудничества ЦСКА одержал несколько громких побед, в том числе выиграл Кубок УЕФА в 2005 году.
В январе 2018 года было объявлено о начале третьего сотрудничества ПФК ЦСКА и Umbro, которое началось с сезона 2018/2019 и закончилось с начала сезона 2020/21.